# 197. pehotna brigada (ZDA)
197. pehotna brigada (izvirno angleško 197th Infantry Brigade) je bila pehotna brigada Kopenske vojske Združenih držav Amerike.

## Odlikovanja
- Fourragere